# Festival di Cannes 2022

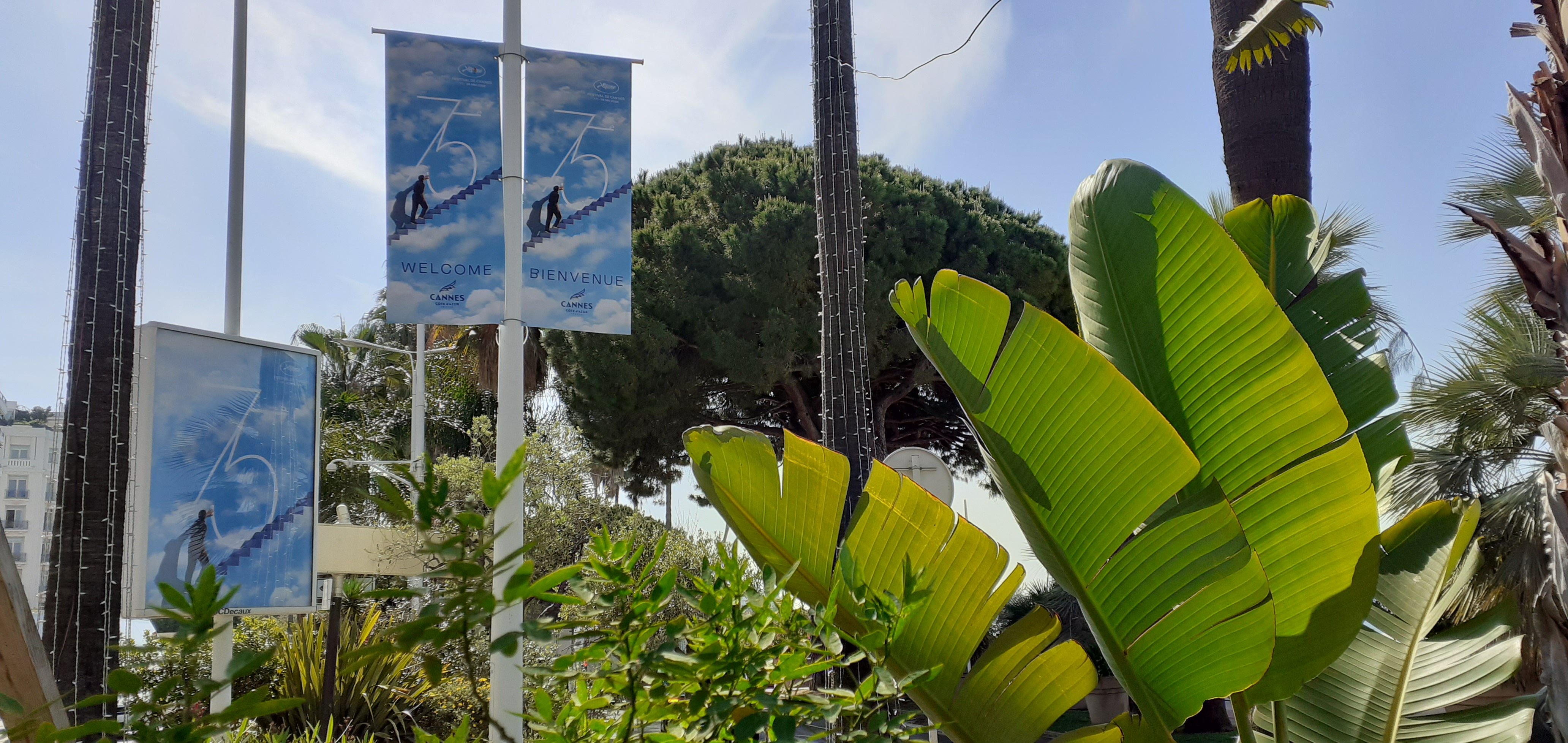
Boulevard de la Croisette adornato dai manifesti ufficiali della 75ª edizione, omaggio a The Truman Show (1998).

La 75ª edizione del Festival di Cannes si è svolta a Cannes dal 17 al 28 maggio 2022. Il Festival è stato inaugurato dalla proiezione di Coupez! di Michel Hazanavicius. La giuria internazionale del concorso, presieduta dall'attore Vincent Lindon, ha assegnato la Palma d'oro a Triangle of Sadness dello svedese Ruben Östlund, già vincitore dell'edizione 2017 con The Square.

## Selezione ufficiale
La lista dei lungometraggi componenti la selezione ufficiale del Festival è stata annunciata il 14 aprile 2022, con alcune aggiunte il 21 aprile:

### Concorso
- Armageddon Time - Il tempo dell'apocalisse (Armageddon Time), regia di James Gray (Stati Uniti d'America, Brasile)
- Le buone stelle - Broker (Broker), regia di Hirokazu Kore'eda (Corea del Sud)
- Close, regia di Lukas Dhont (Belgio, Francia, Paesi Bassi)
- La cospirazione del Cairo (Boy from Heaven), regia di Tarik Saleh (Svezia, Francia, Finlandia)
- Crimes of the Future, regia di David Cronenberg (Canada, Grecia)
- EO, regia di Jerzy Skolimowski (Polonia, Italia)
- Forever Young - Les Amandiers (Les Amandiers), regia di Valeria Bruni Tedeschi (Francia)
- Fratello e sorella (Frère et Sœur), regia di Arnaud Desplechin (Francia)
- Decision to Leave (He-eojil gyeolsim), regia di Park Chan-wook (Corea del Sud)
- Holy Spider, regia di Ali Abbasi (Danimarca, Germania, Svezia, Francia)
- Leila e i suoi fratelli (Barādarān-e Leylā), regia di Sa'id Rustayi (Iran)
- La moglie di Tchaikovsky (Žena Čajkovskogo), regia di Kirill Serebrennikov (Russia, Francia)
- Nostalgia, regia di Mario Martone (Italia, Francia)
- Le otto montagne, regia di Felix van Groeningen e Charlotte Vandermeersch (Italia, Belgio, Francia)
- Pacifiction - Un mondo sommerso (Pacifiction - Tourment sur les îles), regia di Albert Serra (Spagna, Francia, Germania, Portogallo)
- Due fratelli (Un petit frère), regia di Léonor Serraille (Francia)
- Animali selvatici (R.M.N.), regia di Cristian Mungiu (Romania, Francia, Svezia)
- Showing Up, regia di Kelly Reichardt (Stati Uniti d'America)
- Stars at Noon, regia di Claire Denis (Francia)
- Tori e Lokita (Tori et Lokita), regia di Jean-Pierre e Luc Dardenne (Belgio, Francia)
- Triangle of Sadness, regia di Ruben Östlund (Svezia, Germania, Francia)

### Un Certain Regard
- Bačennja metelyka, regia di Maksym Nakonečnyj (Ucraina)
- Il caftano blu (Le Bleu du caftan), regia di Maryam Touzani (Francia, Marocco, Belgio, Danimarca)
- Il corsetto dell'imperatrice (Corsage), regia di Marie Kreutzer (Austria, Lussemburgo, Germania, Francia)
- Domingo y la niebla, regia di Ariel Escalante Meza (Costa Rica)
- Ḥarqa, regia di Lotfy Nathan (Tunisia, Francia, Lussemburgo, Belgio)
- Godland - Nella terra di Dio (Vanskabte land), regia di Hlynur Pálmason (Danimarca, Islanda, Francia, Svezia)
- Kurak günler, regia di Emin Alper (Turchia)
- Joyland, regia di Saim Sadiq (Pakistan)
- Mediterranean Fever (Ḥummā al-Baḥr al-Mutawassiṭ), regia di Maha Haj (Germania, Francia, Cipro, Palestina)
- Metronom, regia di Alexandru Belc (Romania)
- I peggiori di tutti (Les Pires), regia di Lise Akoka e Romane Guéret (Francia)
- Plan 75, regia di Chie Hayakawa (Giappone, Francia, Filippine)
- Plus que jamais, regia di Emily Atef (Francia, Germania, Lussemburgo, Norvegia)
- Ritorno a Seoul (Retour à Séoul), regia di Davy Chou (Cambogia, Francia)
- Rodeo, regia di Lola Quivoron (Francia)
- The Silent Twins, regia di Agnieszka Smoczyńska (Regno Unito, Polonia, Stati Uniti d'America)
- Sick of Myself (Syk pike), regia di Kristoffer Borgli (Norvegia, Svezia)
- The Stranger, regia di Thomas M. Wright (Australia, Regno Unito)
- War Pony, regia di Riley Keough e Gina Gammell (Stati Uniti d'America)

### Fuori concorso
- Cut! Zombi contro zombi (Coupez!), regia di Michel Hazanavicius (Francia) - film d'apertura[1]
- Elvis, regia di Baz Luhrmann (Australia, Stati Uniti d'America)
- L'innocente (L'Innocent), regia di Louis Garrel (Francia)
- Masquerade - Ladri d'amore (Mascarade), regia di Nicolas Bedos (Francia)
- November - I cinque giorni dopo il Bataclan (Novembre), regia di Cédric Jimenez (Francia, Belgio)
- Tremila anni di attesa (Three Thousand Years of Longing), regia di George Miller (Australia)
- Top Gun: Maverick, regia di Joseph Kosinski (Stati Uniti d'America)

### Cannes Première
- As bestas, regia di Rodrigo Sorogoyen (Spagna, Francia)
- Dodo, regia di Panos H. Koutras (Grecia, Francia, Belgio)
- Don Juan, regia di Serge Bozon (Francia, Belgio)
- Esterno notte, regia di Marco Bellocchio – miniserie TV (Italia)
- Irma Vep, regia di Olivier Assayas – miniserie TV (Stati Uniti d'America)
- Nos frangins, regia di Rachid Bouchareb (Francia)
- La notte del 12 (La Nuit du 12), regia di Dominik Moll (Francia, Belgio)
- Una relazione passeggera (Chronique d'une liaison passagère), regia di Emmanuel Mouret (Francia)

### Proiezioni speciali
- All That Breathes, regia di Shaunak Sen – documentario (India, Regno Unito, Stati Uniti)
- Jerry Lee Lewis: Trouble In Mind, regia di Ethan Coen – documentario (Stati Uniti d'America)
- Mi país imaginario, regia di Patricio Guzmán – documentario (Cile)
- The Natural History of Destruction, regia di Serhij Loznycja – documentario (Ucraina)
- Marcel!, regia di Jasmine Trinca (Italia)
- Le Petit Nicolas - Qu'est-ce qu'on attend pour être heureux?, regia di Amandine Fredon e Benjamin Massoubre (Francia)
- Restos do vento, regia di Tiago Guedes (Portogallo)
- Riposte féministe, regia di Marie Perennès e Simon Depardon – documentario (Francia)
- The Vagabonds, regia di Doroteya Droumeva (Germania)

#### Proiezioni di mezzanotte
- Fumare fa tossire (Fumer fait tousser), regia di Quentin Dupieux (Francia)
- Hunt, regia di Lee Jung-jae (Corea del Sud)
- Moonage Daydream, regia di Brett Morgen – documentario (Stati Uniti d'America)
- Rebel, regia di Adil El Arbi e Bilall Fallah (Stati Uniti, Belgio, Lussemburgo, Francia)

### Cortometraggi in concorso
- Le Feu au lac, regia di Pierre Menahem (Francia)
- Gajkil, regia di Sujin Moon (Corea del Sud)
- Hǎibiān shēng qǐ yīzuò xuányá, regia di Story Chen (Cina)
- Lori, regia di Abinash Bikram Shah (Nepal, Hong Kong)
- Luz nocturna, regia di Kim Torres (Costa Rica)
- Pòsuì tàiyáng zhī xīn, regia di Bi Gan (Cina)
- Same Old, regia di Lloyd Lee Choi (Stati Uniti d'America)
- Tsutsuɛ, regia di Amartei Amar (Ghana, Francia)
- Uogos, regia di Vytautas Katkus (Lituania)

### Cinéfondation
- 100% Flået Kærlighed, regia di Malthe Saxer – Den Danske Filmskole (Danimarca)
- Il barbiere complottista, regia di Valerio Ferrara – Centro Sperimentale di Cinematografia (Italia)
- Chlieb náš každodenný, regia di Alica Bednáriková – Alta scuola di arti musicali (Slovacchia)
- Dì èr, regia di Li Jiahe – Hebei University of Science and Technology (Cina)
- Fēng zhēng, regia di Li Yingtong – Emerson College (Stati Uniti d'America)
- Glorious Revolution, regia di Masha Novikova – London Film School (Regno Unito)
- Hajszálrepedés, regia di Bianka Szelestey – Università Loránd Eötvös (Ungheria)
- Les humains sont cons quand ils s'empilent, regia di Laurène Fernandez – La CinéFabrique (Francia)
- Jutro nas tam nie, regia di Olga Kłyszewicz – Scuola nazionale di cinema, televisione e teatro Leon Schiller di Łódź (Polonia)
- Mistida, regia di Falcão Nhaga – Scuola superiore di teatro e del cinema (Portogallo)
- MumLife, regia di Ruby Challenger – Australian Film Television and Radio School (Australia)
- Nauha, regia di Pratham Khurana – Whistling Woods International (India)
- The Pass, regia di Pepi Gingsberg – Università di New York (Stati Uniti d'America)
- Sheherut, regia di Orin Kadoori – Università di Tel Aviv (Israele)
- Spring Roll Dream, regia di Mai Vu – National Film & Television School (Regno Unito)
- Tout ceci vous reviendra, regia di Lilian Fanara – La Fémis (Francia)

### Cannes Classics

#### Restauri 4K
- Cantando sotto la pioggia (Singin' in the Rain), regia di Stanley Donen e Gene Kelly (Stati Uniti d'America, 1952)
- Il dio nero e il diavolo biondo (Deus e o diabo na terra do sol), regia di Glauber Rocha (Brasile, 1964)
- Itim, regia di Mike De Leon (Filippine, 1976)
- La Maman et la Putain, regia di Jean Eustache (Francia, 1972)
- Le margheritine (Sedmikrásky), regia di Věra Chytilová (Cecoslovacchia, 1966)
- Pel di carota (Poil de carotte), regia di Julien Duvivier (Francia, 1932)
- Pratidwandi, regia di Satyajit Ray (India, 1970)
- Il processo (The Trial), regia di Orson Welles (Francia, Germania, Italia, 1962)
- Sciuscià, regia di Vittorio de Sica (Italia, 1946)
- Si j'étais un espion, regia di Bertrand Blier (Francia, 1967)
- Thampu, regia di Govindan Aravindan (India, 1978)
- Viva la muerte, regia di Fernando Arrabal (Francia, Tunisia, 1971)
- L'ultimo valzer (The Last Waltz), regia di Martin Scorsese (Stati Uniti d'America, 1978)

#### Documentari sul cinema
- Ciò che l'occhio non vede (Visions of Eight), regia di Miloš Forman, Kon Ichikawa, Claude Lelouch, Jurij Ozerov, Arthur Penn, Michael Pfleghar, John Schlesinger e Mai Zetterling (Germania Ovest, Stati Uniti d'America, 1973)
- Gérard Philipe, le dernier hiver du Cid, regia di Patrick Jeudy (Francia)
- Hommage d'une fille à son père, regia di Fatou Cissé (Mali)
- Jane Campion: The Cinema Woman, regia di Julie Bertuccelli (Francia)
- The Last Movie Stars (episodi su Joanne Woodward e Paul Newman), regia di Ethan Hawke (Stati Uniti d'America)
- Official Film of the Olympic Games Tokyo 2020: Side A, regia di Naomi Kawase (Giappone)
- L'Ombre de Goya par Jean-Claude Carrière, regia di José Luis Lopez-Linares (Francia, Spagna, Portogallo)
- Patrick Dewaere, mon héros, regia di Alexandre Moix (Francia)
- Romy: A Free Woman, regia di Lucie Cariès (Francia)
- Tres en la deriva del acto creativo, regia di Fernando Solanas (Argentina)

## Quinzaine des Réalisateurs
La lista dei lungometraggi componenti la sezione parallela della Quinzaine des Réalisateurs, diretta artisticamente nel suo ultimo anno da Paolo Moretti, è stata annunciata il 19 aprile 2022.

### Lungometraggi
- 1976, regia di Manuela Martelli (Cile, Francia)
- El agua, regia di Elena López Riera (Spagna, Svizzera, Francia)
- Annie Ernaux - I miei anni Super 8 (Les Années Super 8), regia di Annie Ernaux e David Ernaux-Briot (Francia)
- Ashkal, regia di Youssef Chebbi (Tunisia)
- as-Sadd, regia di Ali Cherri (Francia, Sudan, Germania, Serbia)
- Un bel mattino (Un beau matin), regia di Mia Hansen-Løve (Francia, Germania)
- Les Cinq Diables, regia di Léa Mysius (Francia)
- Creature di Dio (God's Creatures), regia di Saela Davis e Anna Rose Holmer (Irlanda)
- De humani corporis fabrica, regia di Véréna Paravel e Lucien Castaing-Taylor (Francia)
- La Dérive des continents (au Sud), regia di Lionel Baier (Svizzera)
- Enys Men, regia di Mark Jenkin (Regno Unito)
- Falcon Lake, regia di Charlotte Le Bon (Canada)
- Funny Pages, regia di Owen Kline (Stati Uniti d'America)
- Fuoco fatuo (Fogo-fátuo), regia di João Pedro Rodrigues (Portogallo, Francia)
- Il frutto della tarda estate (Taḥta aš-šajara), regia di Erige Sehiri (Tunisia, Francia, Svizzera, Germania)
- Les Harkis, regia di Philippe Faucon (Francia)
- Il mistero del profumo verde (Le Parfum vert), regia di Nicolas Pariser (Francia, Belgio) - film di chiusura[5]
- La Montagne, regia di Thomas Salvador (Francia)
- Pamfir, regia di Dmytro Sucholytkyj-Sobčuk (Ucraina)
- Revoir Paris, regia di Alice Winocour (Francia)
- Un varón, regia di Fabián Hernández (Colombia, Francia, Paesi Bassi)
- Le vele scarlatte (L'Envol), regia di Pietro Marcello (Francia, Italia, Germania) - film d'apertura[5]

### Proiezioni speciali
- Men, regia di Alex Garland (Stati Uniti d'America)

## Settimana internazionale della critica
Sono stati presentati all'interno della sezione parallela della Settimana internazionale della critica, per il primo anno sotto la direzione artistica di Ava Cahen, i seguenti film, annunciati il 20 aprile 2022:

### Concorso

#### Lungometraggi
- Aftersun, regia di Charlotte Wells (Regno Unito, Stati Uniti d'America)
- Alma viva, regia di Cristèle Alves Meira (Portogallo, Francia)
- L'amore secondo Dalva (Dalva), regia di Emmanuelle Nicot (Belgio, Francia)
- La jauría, regia di Andrés Ramírez Pulido (Colombia, Francia)
- Metsurin tarina, regia di Mikko Myllylahti (Finlandia)
- Nos Cérémonies, regia di Simon Rieth (Francia)
- Tasavor, regia di Ali Behrad (Iran)

#### Cortometraggi
- Canker, regia di Lin Tu (Cina)
- Las criaturas que se derriten bajo el sol, regia di Diego Céspedes (Cile, Francia)
- Cuerdas, regia di Estibaliz Urresola Solaguren (Spagna)
- Dāng wǒ xiǎng nǐ de shíhòu, regia di Shuli Huang (Cina)
- Ice Merchants, regia di João Gonzalez (Portogallo, Regno Unito, Francia)
- It's Nice in Here, regia di Robert-Jonathan Koeyers (Paesi Bassi)
- Nisam je stigao voljeti, regia di Anna Fernandez De Paco (Bosnia, Spagna, Regno Unito)
- Raie Manta, regia di Anton Bialas (Francia)
- Ston throno tou Xerxī, regia di Evi Kalogiropoulou (Grecia)
- Swan dans le centre, regia di Iris Chassaigne (Francia)

### Proiezioni speciali

#### Lungometraggi
- Da-eum sohui, regia di Jung July (Corea del Sud) - film di chiusura[6]
- Goutte d'or, regia di Clément Cogitore (Francia)
- Tutti amano Jeanne (Tout le monde aime Jeanne), regia di Céline Devaux (Francia, Portogallo)
- Quando avrai finito di salvare il mondo (When You Finish Saving the World), regia di Jesse Eisenberg (Stati Uniti d'America) - film d'apertura[6]

#### Cortometraggi
- Amo, regia di Emmanuel Gras (Francia)
- Hideous, regia di Yann Gonzalez (Regno Unito)
- Scale, regia di Joseph Pierce (Francia, Regno Unito, Repubblica Ceca, Belgio)

## Giurie
Le seguenti persone hanno fatto parte delle giurie delle varie sezioni del Festival:

### Concorso
- Vincent Lindon, attore (Francia) - Presidente di Giuria
- Asghar Farhadi, regista, sceneggiatore e produttore cinematografico (Iran)
- Rebecca Hall, attrice (Regno Unito)
- Ladj Ly, regista e sceneggiatore (Francia)
- Jeff Nichols, regista e sceneggiatore (Stati Uniti d'America)
- Deepika Padukone, attrice (India)
- Noomi Rapace, attrice (Svezia)
- Joachim Trier, regista e sceneggiatore (Norvegia)
- Jasmine Trinca, attrice (Italia)

### Un Certain Regard
- Valeria Golino, attrice, regista, sceneggiatrice e produttrice cinematografica (Italia) - Presidentessa di Giuria
- Benjamin Biolay, cantautore e musicista (Francia)
- Debra Granik, regista e sceneggiatrice (Stati Uniti d'America)
- Joanna Kulig, attrice (Polonia)
- Édgar Ramírez, attore (Venezuela)

### Caméra d'or
- Rossy de Palma, attrice (Spagna) - Presidentessa di Giuria
- Natasza Chroscicki, amministratrice delegata di Arri France (Francia) - in rappresentanza della Fédération des industries du Cinéma, de l'Audiovisuel et du Multimédia (FICAM)
- Jean-Claude Larrieu, direttore della fotografia (Francia) - in rappresentanza dell'Association Française des Directeurs de la Photographie Cinématographique (AFC)
- Éléonore Weber, drammaturga e documentarista (Francia) - in rappresentanza della Société des Réalisateurs de Films (SRF)
- Olivier Pélisson, critico cinematografico (Francia) - in rappresentanza del Syndicat Français de la Critique de Cinéma (SFCC)
- Lucien Jean-Baptiste, attore, regista e sceneggiatore (Francia)
- Samuel Le Bihan, attore (Francia)

### Cinéfondation e cortometraggi
- Yousry Nasrallah, regista e sceneggiatrice (Egitto) - Presidente di Giuria
- Monia Chokri, attrice (Francia)
- Félix Moati, attore (Francia)
- Jean-Claude Raspiengeas, critico cinematografico (Francia)
- Laura Wandel, regista e sceneggiatrice (Belgio)

### Settimana internazionale della critica
- Kaouther Ben Hania, regista e sceneggiatrice (Tunisia) - Presidentessa di Giuria[7]
- Benoît Debie, direttore della fotografia (Belgio)
- Benedikt Erlingsson, attore, regista e sceneggiatore (Islanda)
- Ariane Labed, attrice (Grecia, Francia)
- Huh Moon-young, direttore artistico del Busan International Film Festival (Corea del Sud)

### L'Œil d'or
- Agnieszka Holland, regista e sceneggiatrice (Polonia) - Presidentessa di Giuria
- Iryna Cilyk, regista e sceneggiatrice (Ucraina)
- Pierre Deladonchamps, attore (Francia)
- Alex Vicente, critico cinematografico (Spagna)
- Hicham Falah, direttore artistico del Festival international de film documentaire d'Agadir (Marocco)

### Queer Palm
- Catherine Corsini, regista e sceneggiatrice (Francia) - Presidentessa di Giuria
- Djanis Bouzyani, attore (Francia)
- Marilou Duponchel, giornalista (Francia)
- Stéphane Riethauser, regista (Svizzera)
- Paul Struthers, produttore cinematografico (Australia)

## Palmarès

### Selezione ufficiale
Le giurie della selezione ufficiale hanno premiato i seguenti film:

#### Concorso
- Palma d'oro: Triangle of Sadness, regia di Ruben Östlund
- Grand Prix Speciale della Giuria: (ex aequo) Close, regia di Lukas Dhont e Stars at Noon, regia di Claire Denis
- Prix de la mise en scène: Park Chan-wook per Decision to Leave (He-eojil gyeolsim)
- Prix du scénario: Tarik Saleh per La cospirazione del Cairo (Boy from Heaven)
- Prix d'interprétation féminine: Zahra Amir Ebrahimi per Holy Spider
- Prix d'interprétation masculine: Song Kang-ho per Le buone stelle - Broker (Broker)
- Premio della giuria: (ex aequo) EO, regia di Jerzy Skolimowski e Le otto montagne, regia di Felix Van Groeningen e Charlotte Vandermeersch
- Palma d'oro onoraria: Tom Cruise e Forest Whitaker
- Premio del 75º anniversario: Tori e Lokita (Tori et Lokita), regia di Jean-Pierre e Luc Dardenne

#### Un Certain Regard
- Premio Un Certain Regard: I peggiori di tutti (Les Pires), regia di Lise Akoka e Romane Guéret
- Premio della giuria: Joyland, regia di Saim Sadiq
- Miglior regia: Alexandru Belc per Metronom
- Miglior interpretazione: (ex aequo) Adam Bessa per Ḥarqa e Vicky Krieps per Il corsetto dell'imperatrice (Corsage)
- Miglior sceneggiatura: Maha Haj per Mediterranean Fever
- Premio «Coup de cœur» della giuria: Rodeo, regia di Lola Quivoron

#### Cortometraggi
- Palma d'oro al miglior cortometraggio: Hǎibiān shēng qǐ yīzuò xuányá, regia di Story Chen
- Premio della giuria: Lori, regia di Abinash Bikram Shah

#### Cinéfondation
1. Il barbiere complottista, regia di Valerio Ferrara del Centro sperimentale di cinematografia
2. Dì èr, regia di Li Jiahe dell'Hebei University of Science and Technology
3. (ex aequo) Glorious Revolution, regia di Masha Novikova della London Film School e Les humains sont cons quand ils s'empilent, regia di Laurène Fernandez della CinéFabrique

### Quinzaine des Réalisateurs
La giurie della sezione parallela della Quinzaine des Réalisateurs ha premiato i seguenti film:
- Premio Europa Cinema Label: Un bel mattino (Un beau matin), regia di Mia Hansen-Løve
- Premio SACD: La Montagne, regia di Thomas Salvador
- Carrosse d'or: Kelly Reichardt

### Settimana internazionale della critica
La giuria della sezione parallela della Settimana internazionale della critica ha premiato i seguenti film:
- Grand Prix della Settimana internazionale della critica: La jauría, regia di Andrés Ramírez Pulido
- Premio French Touch della giuria: Aftersun, regia di Charlotte Wells
- Premio Louis Roederer Foundation per la miglior scoperta: Zelda Samson per L'amore secondo Dalva (Dalva)
- Premio SACD: La jauría, regia di Andrés Ramírez Pulido
- Aide Fondation Gan à la Diffusion: Metsurin tarina, regia di Mikko Myllylahti
- Premio Leica Cine per la miglior scoperta (cortometraggio): Ice Merchants, regia di João Gonzalez
- Premio Canal+ per il miglior cortometraggio: Ston throno tou Xerxī, regia di Evi Kalogiropoulou

### Premi indipendenti
Altre giurie indipendenti hanno premiato i seguenti film:
- Caméra d'or: War Pony, regia di Riley Keough e Gina Gammell
  - Menzione speciale: Plan 75, regia di Chie Hayakawa
- Premio FIPRESCI:
  - Concorso: Leila e i suoi fratelli (Barādarān-e Leylā), regia di Sa'id Rustayi
  - Un Certain Regard: Il caftano blu, regia di Maryam Touzani
  - Settimana internazionale della critica: L'amore secondo Dalva (Dalva), regia di Emmanuelle Nicot
- Premio della giuria ecumenica: Le buone stelle - Broker (Broker), regia di Hirokazu Kore'eda
- L'Œil d'or: All That Breathes, regia di Shaunak Sen
  - Menzione speciale: Mariupolis 2, regia di Mantas Kvedaravičius
- Queer Palm: Joyland, regia di Saim Sadiq
  - Cortometraggio Queer Palm: Dāng wǒ xiǎng nǐ de shíhòu, regia di Shuli Huang
- Premio François-Chalais: La cospirazione del Cairo (Boy from Heaven), regia di Tarik Saleh
- Premio AFCAE: Triangle of Sadness, regia di Ruben Östlund
  - Menzione speciale: EO, regia di Jerzy Skolimowski
- Cannes Soundtrack Award / Disque d'Or: Paweł Mykietyn per EO
- Prix de la Citoyenneté: Leila e i suoi fratelli (Barādarān-e Leylā), regia di Sa'id Rustayi
- Prix du Cinéma positif: Tori e Lokita (Tori et Lokita), regia di Jean-Pierre e Luc Dardenne
- Prix CST de l'Artiste-Technicien: Andréas Frank, Bent Holm, Jacob Ilgner e Jonas Rudel per il sonoro di Triangle of Sadness
  - Menzione speciale: Marion Burger per la scenografia di Due fratelli (Un petit frère)
- Dog Palm: Julieta e Geneviève di War Pony
- Premio Pierre-Angénieux: Darius Khondji
- Trophée Chopard:
  - Rivelazione femminile: Sheila Atim
  - Rivelazione maschile: Jack Lowden